# Sibilla di Hohenzollern
Sibilla di Hohenzollern (Ansbach, 31 maggio 1467 – Kaster, 9 luglio 1524) era figlia del Principe Elettore Alberto III di Brandeburgo e della seconda moglie Anna di Sassonia. Era nonna di Anna di Clèves, quarta moglie di Enrico VIII d'Inghilterra.

## Biografia
Venne data in moglie al duca Guglielmo di Jülich-Berg che sposò a Colonia il 25 luglio 1481 divenendone la seconda moglie.
Dall'unione nacque una figlia:
- Maria (1491–1543), che sposò il duca Giovanni III di Kleve.

Non essendo riuscita a dare al marito figli maschi, unica erede del Ducato di Jülich-Berg fu Maria che lo portò in dote al marito. I discendenti di Maria e Giovanni III furono i duchi di Jülich-Kleve-Berg.

## Ascendenza
|                                |                        |                                | Genitori                     |  |  | Nonni |  |  | Bisnonni                 |  |  | Trisnonni                 |  |
|                                |                        |                                |                              |  |  |       |  |  | Federico V di Norimberga |  |  | Giovanni II di Norimberga |  |
|                                |                        |                                |                              |  |  |       |  |  | Federico V di Norimberga |  |  | Giovanni II di Norimberga |  |
|                                |                        | Elisabetta di Henneberg        |                              |  |  |       |  |  | Federico V di Norimberga |  |  |                           |  |
| Federico I di Brandeburgo      |                        |                                |                              |  |  |       |  |  | Federico V di Norimberga |  |  |                           |  |
|                                |                        | Elisabetta di Meißen           | Federico II di Meißen        |  |  |       |  |  |                          |  |  |                           |  |
|                                |                        | Elisabetta di Meißen           | Federico II di Meißen        |  |  |       |  |  |                          |  |  |                           |  |
|                                |                        | Elisabetta di Meißen           | Matilde di Baviera           |  |  |       |  |  |                          |  |  |                           |  |
| Alberto III di Brandeburgo     |                        | Elisabetta di Meißen           |                              |  |  |       |  |  |                          |  |  |                           |  |
|                                |                        | Federico di Baviera-Landshut   | Stefano II di Baviera        |  |  |       |  |  |                          |  |  |                           |  |
|                                |                        | Federico di Baviera-Landshut   | Stefano II di Baviera        |  |  |       |  |  |                          |  |  |                           |  |
|                                |                        | Federico di Baviera-Landshut   | Isabella d'Aragona           |  |  |       |  |  |                          |  |  |                           |  |
| Elisabetta di Baviera-Landshut |                        | Federico di Baviera-Landshut   |                              |  |  |       |  |  |                          |  |  |                           |  |
|                                |                        | Maddalena Visconti             | Bernabò Visconti             |  |  |       |  |  |                          |  |  |                           |  |
|                                |                        | Maddalena Visconti             | Bernabò Visconti             |  |  |       |  |  |                          |  |  |                           |  |
|                                |                        | Maddalena Visconti             | Beatrice Regina della Scala  |  |  |       |  |  |                          |  |  |                           |  |
| Sibilla di Hohenzollern        |                        | Maddalena Visconti             |                              |  |  |       |  |  |                          |  |  |                           |  |
|                                | Federico I di Sassonia | Federico III di Meißen         |                              |  |  |       |  |  |                          |  |  |                           |  |
|                                | Federico I di Sassonia | Federico III di Meißen         |                              |  |  |       |  |  |                          |  |  |                           |  |
|                                | Federico I di Sassonia | Caterina di Henneberg          |                              |  |  |       |  |  |                          |  |  |                           |  |
| Federico II di Sassonia        | Federico I di Sassonia |                                |                              |  |  |       |  |  |                          |  |  |                           |  |
|                                |                        | Caterina di Brunswick-Lüneburg | Enrico di Brunswick-Lüneburg |  |  |       |  |  |                          |  |  |                           |  |
|                                |                        | Caterina di Brunswick-Lüneburg | Enrico di Brunswick-Lüneburg |  |  |       |  |  |                          |  |  |                           |  |
|                                |                        | Caterina di Brunswick-Lüneburg | Sofia di Pomerania           |  |  |       |  |  |                          |  |  |                           |  |
| Anna di Sassonia               |                        | Caterina di Brunswick-Lüneburg |                              |  |  |       |  |  |                          |  |  |                           |  |
|                                |                        | Ernesto I d'Asburgo            | Leopoldo III d'Asburgo       |  |  |       |  |  |                          |  |  |                           |  |
|                                |                        | Ernesto I d'Asburgo            | Leopoldo III d'Asburgo       |  |  |       |  |  |                          |  |  |                           |  |
|                                |                        | Ernesto I d'Asburgo            | Verde Visconti               |  |  |       |  |  |                          |  |  |                           |  |
| Margherita d'Austria           |                        | Ernesto I d'Asburgo            |                              |  |  |       |  |  |                          |  |  |                           |  |
|                                |                        | Cimburga di Masovia            | Siemowit IV di Masovia       |  |  |       |  |  |                          |  |  |                           |  |
|                                |                        | Cimburga di Masovia            | Siemowit IV di Masovia       |  |  |       |  |  |                          |  |  |                           |  |
|                                |                        | Cimburga di Masovia            | Alessandra di Lituania       |  |  |       |  |  |                          |  |  |                           |  |
|                                |                        | Cimburga di Masovia            |                              |  |  |       |  |  |                          |  |  |                           |  |